# خريويعة (أولاد الشيخ)
خريويعة هو دُوَّار يقع بجماعة بوعنان، إقليم فكيك، جهة الشرق في المملكة المغربية. ينتمي الدوّار لمشيخة أولاد الشيخ التي تضم 4 دواوير. يقدر عدد سكانه بـ 217 نسمة حسب الإحصاء الرسمي للسكان والسكنى لسنة 2004.

## روابط خارجية
- البوابة الوطنية للجماعات الترابية نسخة محفوظة 12 مارس 2018 على موقع واي باك مشين.
- المندوبية السامية للتخطيط